# Edificio Shell Mex
El Edificio Shell Mex es un importante edificio de oficinas que fue construido como sede en la Argentina de dicha empresa petrolera, cumpliendo aún esa función. Se encuentra en el cruce de la Diagonal Norte con las calles Teniente General Juan D. Perón y Esmeralda, en el céntrico barrio de San Nicolás, ciudad de Buenos Aires. Actualmente, es la sede del Ministerio de Desregulación y Transformación del Estado.

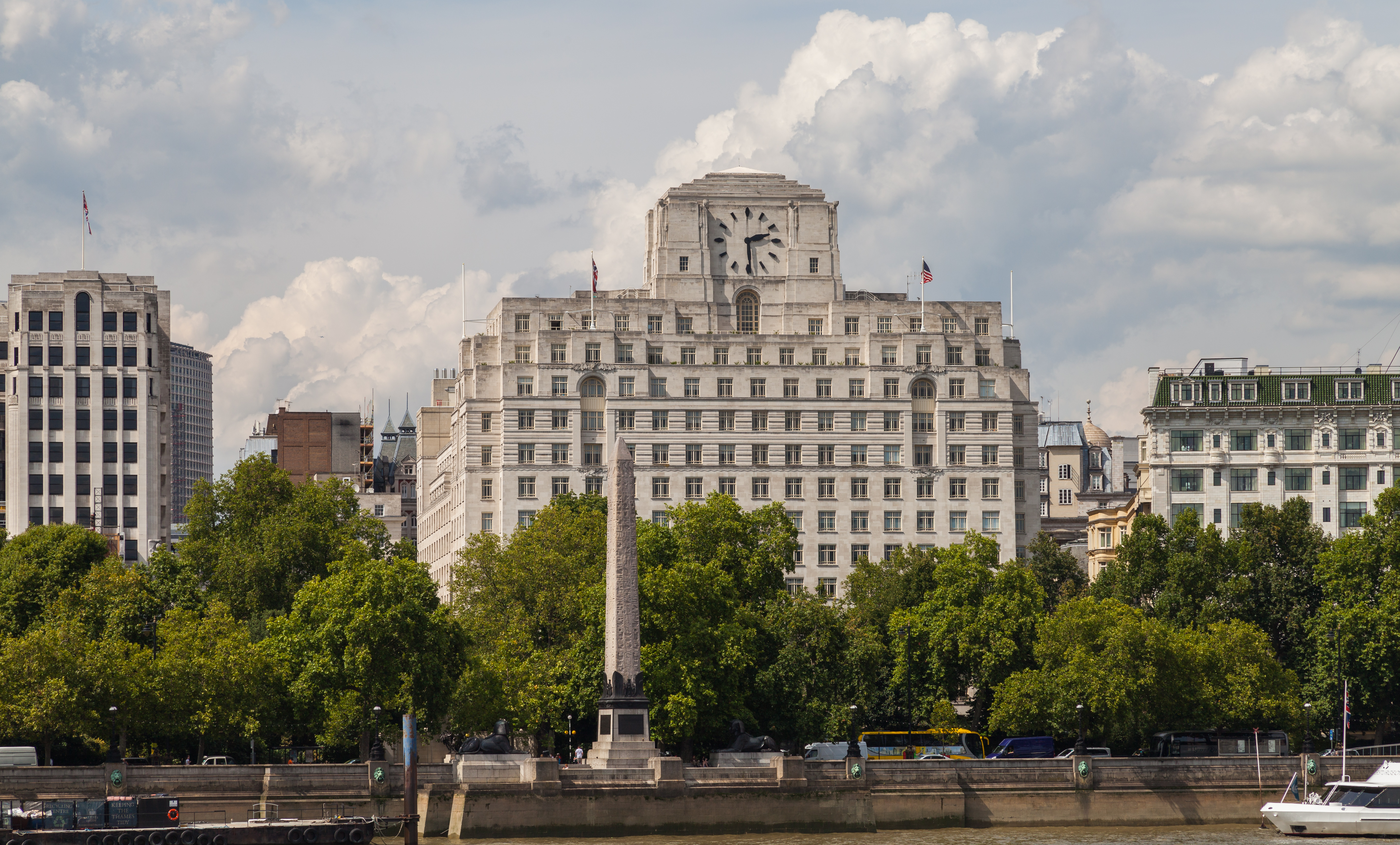
La sede central de Londres, terminada en 1931 por el estudio Messrs Joseph, inspiró totalmente a la sucursal porteña.

Se trata de un gran edificio corporativo proyectado por el estudio de los arquitectos Héctor Calvo, Arnold Jacobs y Rafael Giménez, de estilo art déco (estilo de moda en la época), construido por la empresa Mulville y Cía Ltd. y terminado en 1936. Protagoniza una amplia esquina de la diagonal con dos calles en simultáneo, y su frente mira a una plazoleta donde se encuentra el monumento al legislador Lisandro de la Torre. Está coronado por un sobrio reloj, idéntico que la sede central de Shell Mex en Londres, Inglaterra. Se trata de un ejemplo de arquitectura corporativa, con las sucursales en distintos países siguiendo un aspecto que las identifica.
Para conseguir una fachada simétrica, el proyecto decidió ceder una porción del irregular terreno producto de la apertura de la Diagonal Norte a la Municipalidad. La estricta reglamentación de construcciones sobre la planificada avenida fijó una cantidad de pisos y un determinado módulo que se respetó en todos los edificios de la Diagonal. El Shell Mex posee además 3 subsuelos, destinados el último a sala de máquinas y los superiores a estacionamientos. Para proveer de luz y aire a todos los pisos e incluso a los subsuelos, se proyectó un patio interno.
En cuanto a los revestimientos: la fachada fue cubierta en granito de San Luis y en travertino italiano, el patio interno se revistió en mayólica inglesa de color verde, baños y estacionamientos subterráneos en mármol reconstituido, los palliers con una gran gama de mármoles de diversos colores y el comedor con mármol de Cipolin verde y negro Belga.

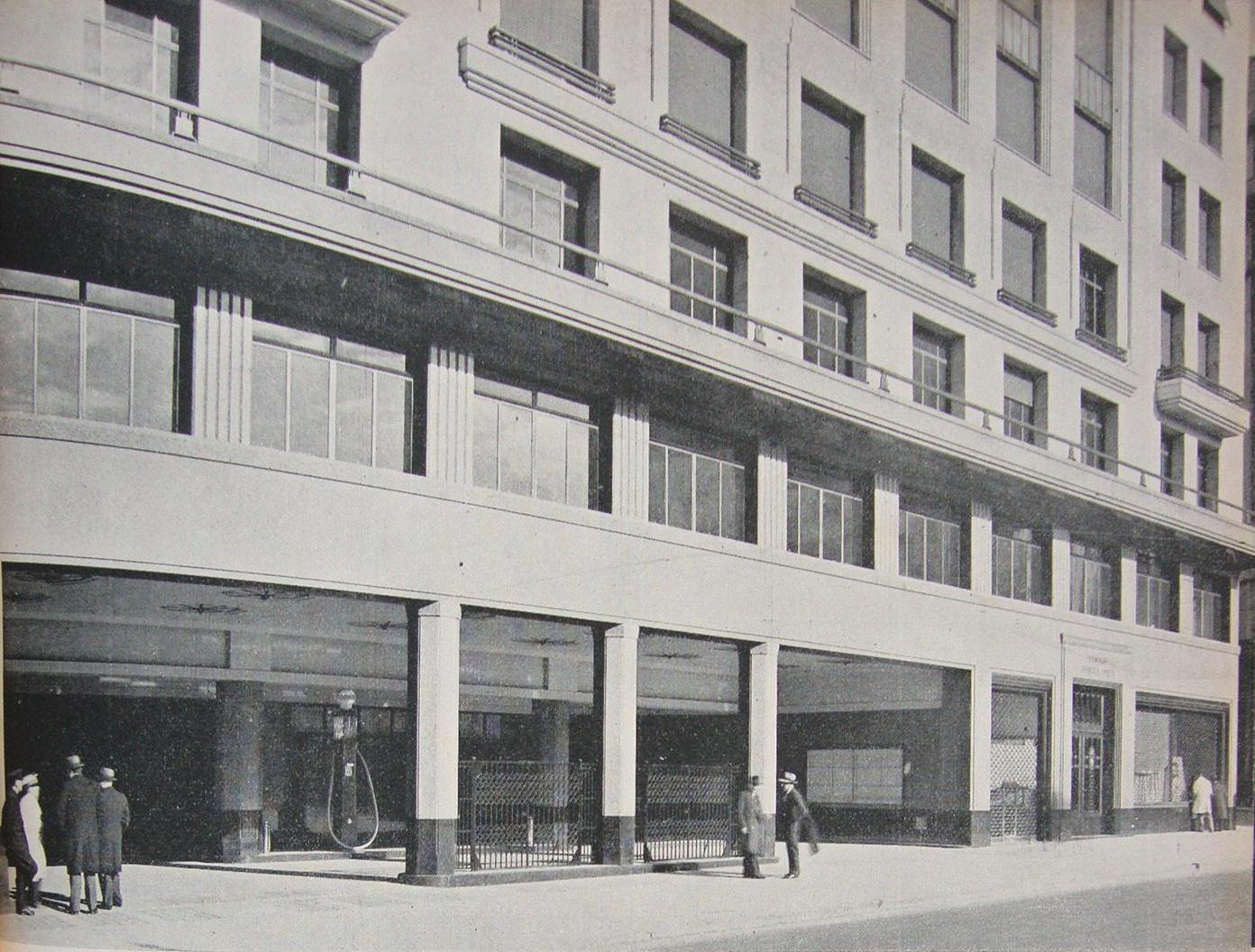
La estación de servicio que ocupaba la planta baja, hoy es un estacionamiento.

Al inaugurarse, alojó tanto a Shell Mex Argentina S.A. como a: la Compañía Mercantil Energina S.A., Diadema S.A., Compañía de Navegación Shell Mex, Estrella Marítima S.A. de Navegación y Comercio, la Compañía Naviera Pampacruz S.A., a la Naviera Platacruz S.A., y a la Compañía Inmobiliaria Dominium S.A. (propietaria del edificio). Estas empresas ocuparon en un primer momento la planta baja, el entrepiso y 5 de los 9 pisos superiores.
En su momento, en la planta baja existía una estación de servicio de la Shell Mex, que contaba además con una rampa de acceso a un taller mecánico.
El edificio fue remodelado por la firma de los arquitectos Lier y Tonconogy en 1990, y en la actualidad funciona en su planta baja una sucursal del BBVA y la sede del Ministerio de Desregulación y Transformación del Estado Se destacan sus puertas originales de diseño art déco, con el emblema de la Shell, el caparazón de un ostión, repitiéndose en todas ellas. Este motivo se repite en el interior, por ejemplo en los artefactos de iluminación en los pasillos.

## Referencias

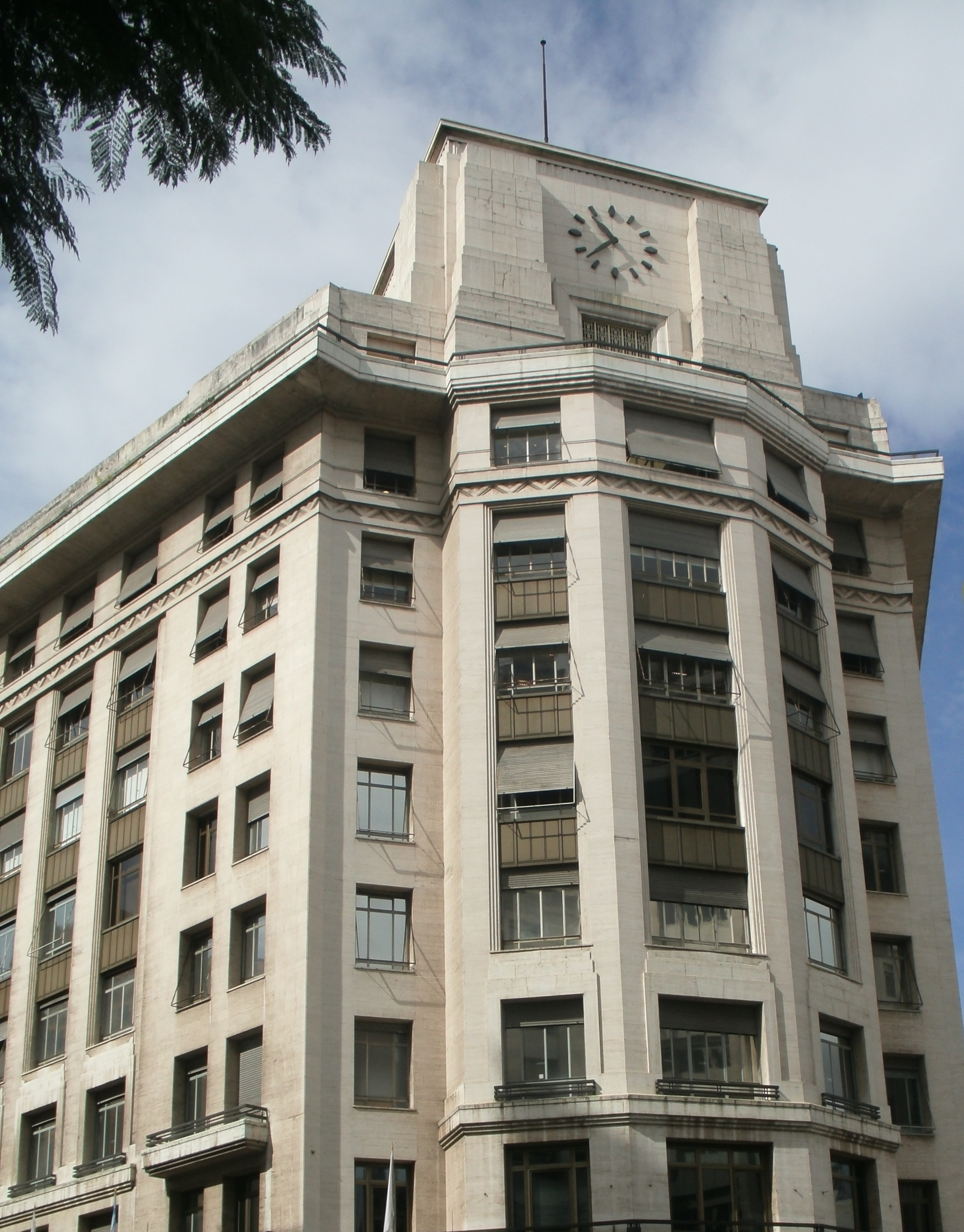
Se encuentra en el cruce de la Diagonal Norte con las calles Tte. Gral. Juan D. Perón y Esmeralda